# Great Palm Island
Great Palm Island, conosciuta anche come Palm Island (in lingua aborigena Bwgcolman) è l'isola maggiore del gruppo Palm Islands. È situata nel mar dei Coralli al largo della costa centrale del Queensland, in Australia, 65 km a nord della città di Townsville. 
L'isola ha una superficie di 55 km² e raggiunge l'altezza massima di 548 m sul monte Bentley.
Fanno parte del gruppo Palm Island: Orpheus Island, Pelorus Island e nove isole minori. Le isole minori (Fantome Island, Curacoa Island, Havannah Island, Brisk Island, Esk Island, Falcon Island, Eclipse Island, Barber Island e Fly Island) costituiscono, assieme a Great Palm Island, la Contea aborigena di Palm Island (Aboriginal Shire of Palm Island), che copre una superficie totale di 70,9 km².
Le acque che circondano l'isola fanno parte del Parco marino della Grande barriera corallina (Great Barrier Reef Marine Park).

## Storia
Le isole del gruppo sono state chiamate Palm Isles dall'esploratore James Cook nel 1770 mentre salpava per la costa orientale dell'Australia nel suo primo viaggio. Si stima che la popolazione dell'isola, gli indigeni Manbarra, al momento della visita di Cook fosse di circa 200 persone.
Il nome Great Palm Island risale almeno al 1866. A partire dal 1918 l'isola fu utilizzata dal governo del Queensland come insediamento per gli aborigeni. La popolazione dell'isola è ora un mix di Manbarra e di altri popoli aborigeni.